# Дворик
Дворик (укр. Дворик) — село в Красиловском районе Хмельницкой области Украины.
Население по переписи 2001 года составляло 36 человек. Почтовый индекс — 31033. Телефонный код — 3855. Занимает площадь 0,214 км². Код КОАТУУ — 6822787005.

## Местный совет
31033, Хмельницкая обл., Красиловский р-н, с. Кошелевка, ул. Молодёжная